# Kvarnsjön (Kristbergs socken, Östergötland)
Kvarnsjön är en sjö i Motala kommun i Östergötland och ingår i Motala ströms huvudavrinningsområde. Sjöns area är 0,043 kvadratkilometer och den är belägen 104 meter över havet.